# Ботев (София)
Вижте пояснителната страница за други значения на Ботев.
„Ботев“ е български футболен клуб от град София, съществувал в периода 1918 – 1945, възстановен за кратко от 1957 до 1958 г.

## История
Ботев е основан през 1918 г. в столичния квартал Три кладенци. През 1923 г. се мести в съседния Коньовица, където му е отпуснат терен за игрище от общината. В София преди 1944 г. действат няколко различни клуба с името Ботев, но само коньовичарският тим е споменаван като Ботев София. След 1948 г. красноселският Борислав приема името Ботев, след обединение с отбора на Единство (Гевгелийски квартал), но без да има връзка с коньовичарския клуб.
Ботев съществува до 26 март 1945 г., когато заедно с още 3 клуба се влива в създадения няколко месеца по-рано на 5 ноември 1944 г. Септември (София). През 1957 година възобновява името си като физкултурно дружество в Димитровски район, като печели титлата при юношите. През лятото на 1958 г. обаче се влива отново в „Септември“. При отделянето на Септември от ЦСКА след 1988 г., е създаден сателитният клуб Ботев 57, който развива само детско-юношески футбол.
В годините преди 1945 г. Ботев извършва няколко обединения най-вече с неорганизирани квартални клубове от своя район. Най-значимите му сливания са с отбора на „Звезда“ през 1926 г., с „Гладстон“ през 1930 г., когато е преименуван за кратко на „БГ 30“ и с  „Легия” през 1942 г. Основният екип на отбора е червени фланелки и бели гащета. Нарицателното му име е било „червените дяволи“. Провеждал е мачове на стадиона си в квартал „Разсадника“ до днешния 10 ДКЦ.
Преди 9 септември 1944 г. Ботев е обединявал предимно хората от работническата прослойка в западна София, където е имал значителна социална дейнност. В него обаче са членували и хора с престижни професии, включително юристи, инженери и др. Отборът често е бил формиран от студенти и ученици. Въпреки че „Ботев“ не е разполагал с голям финансов ресурс, в сравнение с водещите софийски клубове като Славия и Левски, той е имал много развита школа и е водил успешна борба с тях. През 1935 г. клубът печели купата на столичната община „Улпия Сердика“, побеждавайки на финала „ФК 13“ с 2:1. В началото на 40-те години участва и в Софийската елитна дивизия. След 1945 г. от редиците на Ботев е съставен основният гръбнак на отбора на Септември, който през 1948 г. печели и шампионската титла срещу Левски (София) в драматичен финален сблъсък с 1:2 и 3:1.

## Стадион
Стадионът на Ботев се е намирал в пространството между днешните ул. „Антон“, „Коньовица“ и бул. „Ал. Стамболийски“, сега там има жилищни блокове и алея с малки преместваеми магазини, в източния му край е застроен днешният 10 ДКЦ. Игрището не е разполагало с трибуни. На него са се провеждали мачове от долните софийски дивизии, както и срещи между неорганизираните клубове от района, секции на Ботев. Този терен е отпуснат през 1923 година на Ботев от столична община, като веднъж е бил направен опит да се отнеме част от него в полза на Акоах, довело до спорове между двата клуба, като в резултат Ботев успява да запази базата си. Стадионът е разрушен в края на 40-те години. В близост до него, през 1953 година, е построен вторият стадион „Септември“ до днешното 57 СУ.

## Известни футболисти
- Димитър Миланов
- Крум Милев
- Петър Аргиров
- Трендафил Станков
- Йордан Томов
- Любомир Стамболиев
- Тодор Такев
- Нако Чакмаков
- Трайчо Петков
- Иван Мутафчиев